# 巴伯冰川
70°26′S 162°45′E / 70.433°S 162.750°E
巴伯冰川是南極洲的冰川，位於維多利亞地的彭內爾海岸，發源自鮑爾斯山脈的布魯斯山以東，美國地質調查局根據測量和該國海軍的空中照片繪入地圖。